# 理塘河

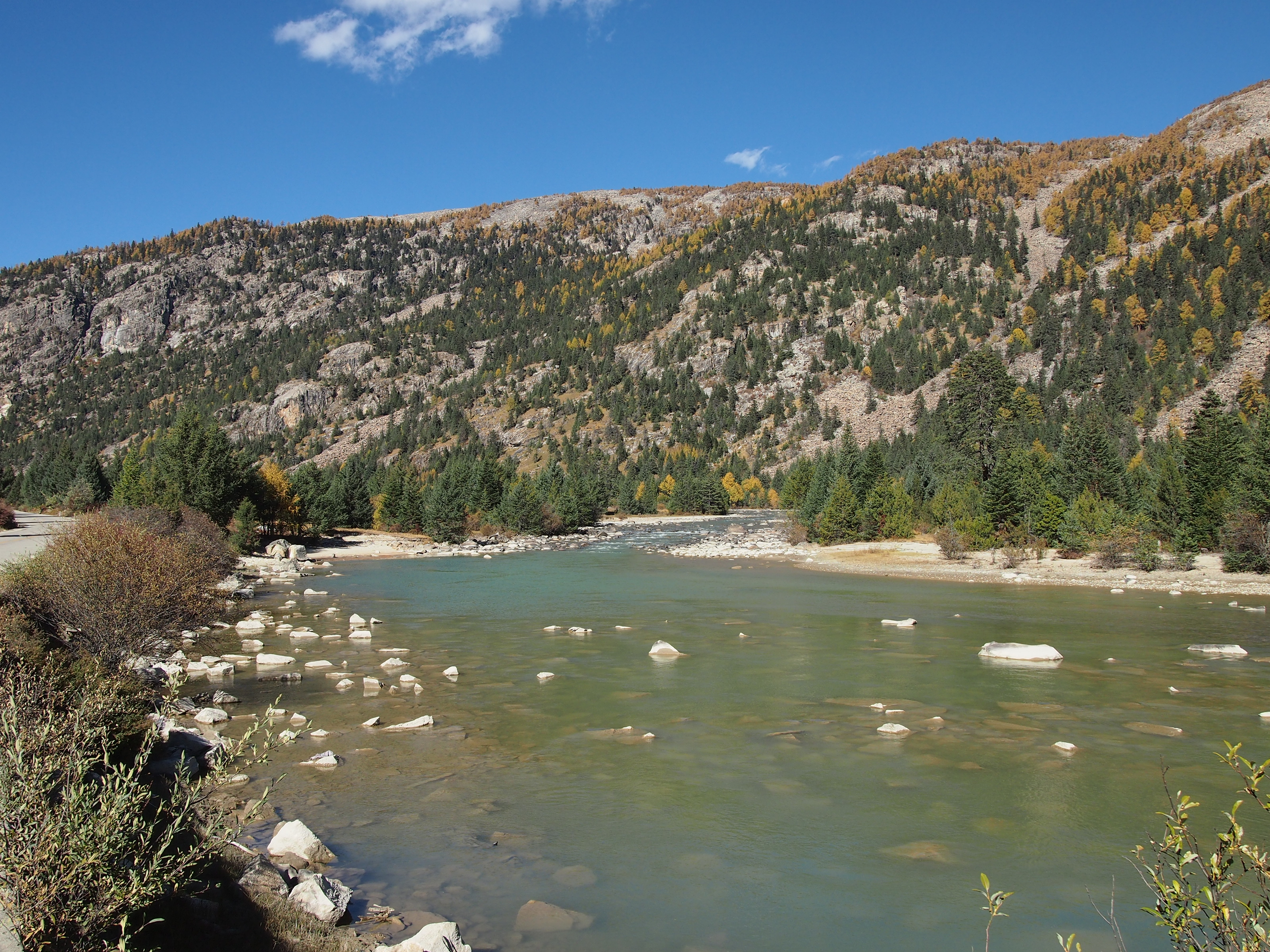
无量河稻城境内

理塘河，又名无量河、勒曲、木里河、小金河，是四川省的一条河流，注入雅砻江。
发源于甘孜州理塘县西沙鲁里山中段的雪山桠口，流经木里藏族自治县，在盐源北部的洼里乡欧家湾注入雅砻江。出口多年平均流量290立方米/秒，径流量50.86亿立方米。中下游水面平均宽66米。属高山峡谷型河流，流急滩多，河床狭窄。
支流有卧落河、羊奶河、陈昌沟、苦巴店沟和瓦厂河。
28°03′01″N 101°32′41″E / 28.0502427°N 101.5446138°E